# بهجورة
قرية بهجورة هي إحدى القرى التابعة لمركز نجع حمادى في محافظة قنا في جمهورية مصر العربية. حسب إحصاءات سنة 2006، بلغ إجمالي السكان في بهجورة 33685 نسمة، منهم 17047 رجل و16638 امرأة.

## التاريخ
بهجورة من القرى القديمة، حيث رجّح محمد رمزي في كتابه «القاموس الجغرافي للبلاد المصرية» أنها هي قرية «Pehoi en Gamoul» القديمة التي ذكرها إميل أميلينو في كتابه «جغرافية مصر في العصر القبطي»، والتي يعني اسمها «حظيرة الجمال». وقال عنها ياقوت الحموي في كتابه «معجم البلدان»: «بهجورة: بسكون الهاء، وضم الجيم: من قرى الصعيد في غربي النيل، وبعيدة عن شاطئه، يكثر فيها زرع السكر». كما ذكرها ابن مماتي في كتابه «قوانين الدواوين» باسم «البهجورات» ضمن أعمال القوصية، كذلك ذكرها ابن الجيعان في كتابه «التحفة السنية بأسماء البلاد المصرية» باسم «بهجورة». وظلّ الاسم مستقرًا على ذلك، حيث وردت به في دفاتر الروزنامة القديمة لسنة 1231هـ/1816م.